# Maghreb-Machrek
Maghreb-Machrek est une revue française de référence sur les questions du monde arabo-musulman, destinée à un public intéressé.

## Une revue de référence
Créée au début des années 1960 par La Documentation française, la revue est aujourd'hui éditée par les Éditions ESKA. 
Comme son nom l'indique, elle est une des revues de langue française de référence sur l'Afrique du Nord et le Proche-Orient. Elle traite de géographie, de géopolitique, de science politique, d'histoire, d'économie, de sociologie, etc. Son directeur est le juriste et politiste Jean-François Daguzan et parmi les membres de son conseil scientifique, on trouve l'anthropologue Pierre-Noël Denieul, les politologues François Burgat, Gilles Kepel, Jean Leca, Olivier Roy et Ghassan Salamé, le sociologue Alain Dieckhoff, le journaliste Alain Gresh, les historiens Henry Laurens et Pierre-Jean Luizard. Elle est publiée sur le portail académique Cairn.info depuis 2008.   
Ses numéros portent sur des sujets d'importance pour la région concernée et trouvent des échos dans l'actualité de la recherche,. Ils sont régulièrement recensés dans la presse ou dans des publications académiques, par exemple à propos de l'explosion urbaine, des révolutions arabes, d'AQMI, du Hirak algérien, etc.  

## Public
Chercheurs, universitaires, journalistes, cadres d'entreprises et de l'administration publique et, plus généralement, un public averti intéressé par les évolutions économiques, sociales et politiques du monde arabe. 